# Айленд (округ)
Округ Айленд (англ. Island County) — округ штата Вашингтон, США. Население округа на 2000 год составляло 71 558 человек. Административный центр округа — город Купвилл.

## История
Округ Айленд основан в 1853 году.

## География
Округ занимает площадь 541,3 км2 и находится целиком на островах, что и отражается в его названии. Округ сосоит из двух больших островов Уидби и Камано, и семи более мелких островов (Бэби, Бен Ур, Десепшен, Каламут Майнор, Смит и Строуберри. Округ Айленд был выделен из округа Терстон 22 декабря 1852 года, законодательным органом Территории Орегон и является восьмым по старшинству округов в штате Вашингтон. Первоначально он охватывал территории современных округов Снохомиш, Скаджит, Уотком и Сан-Хуан.

## Демография
Согласно переписи населения 2000 года, в округе Айленд проживало 71558 человек (данные Бюро переписи населения США). Плотность населения составляла 132.2 человек на квадратный километр.